# Don't Let Me Down (canción de The Chainsmokers)
«Don't Let Me Down» es una canción del dúo de disc jockeys The Chainsmokers. La canción presenta la parte vocal de la cantante estadounidense Daya, y fue lanzado el 5 de febrero de 2016, mediante los sellos Disruptor y Columbia Records. Fue escrita por Andrew Taggart, Emily Warren y Scott Harris. Musicalmente, la canción tiene un sonido trap con influencias de dance-pop, el sencillo recibió generalmente críticas favorables de críticos de música, con elogios sobre la fuerte voz de Daya y la buena producción de la canción.
«Don't Let Me Down» fue un éxito comercial. Siendo el primer top 5 en EE. UU. tanto de The Chainsmokers como de Daya, y logrando ser número tres en la lista Billboard Hot 100. Es también el segundo éxito consecutivo del dúo, después de «Roses», el cual llegó al número seis de esa misma lista de popularidad. También logró ser top 10 en varios países, como Australia, Austria, Canadá, Alemania, Nueva Zelanda, Suecia, y el Reino Unido. Un conjunto de remixes para la canción, fueron lanzados el 5 de abril de 2016, y un video musical para la canción se estrenó el 15 de abril de ese mismo año. Ambos, The Chainsmokers y Daya aparecen en el vídeo.

## Composición
La canción tiene un double-time de tempo de 80 beats por minuto y compuesta en la nota de Sol♯ menor.  «Don't Let Me Down» sigue una progresión de acorde de E – B – F♯ – Sol♯m, y la voz de Daya abarca de G♯3 a C♯5.

## Recepción crítica
Robbie Daw de Idolator declaró: "[la canción] inicia con una guitarra inquietante, y la chica de 17 años, Daya, dice estar 'crashing, hit a wall, right now I need a miracle' (en español: 'chocando, golpeando la pared, justo ahora necesito un milagro'), al momento, a canción pasa a ser completamente música trap" Y lo llamó una " colaboración trappy".

## Video musical
El video oficial para la canción fue liberado en Vevo/Youtube el 29 de abril de 2016.
En septiembre del 2023 el video oficial en Youtube ha superado los dos billones de visitas.

## Lista de canciones

### Sencillo
| Descarga digital |                                |          |  |
| N.º              | Título                         | Duración |  |
| 1.               | «Don't Let Me Down» (con Daya) | 3:28     |  |

| Hardwell & Sephyx Remix |                                                          |          |  |
| N.º                     | Título                                                   | Duración |  |
| 1.                      | «Don't Let Me Down» (con Daya) (Hardwell & Sephyx Remix) | 2:42     |  |

### EP de Remixes
| Don't Let Me Down - Remixes EP |                                                                                         |          |  |
| N.º                            | Título                                                                                  | Duración |  |
| 1.                             | «Don't Let Me Down» (con Daya) (W&W Remix)                                              | 3:15     |  |
| 2.                             | «Don't Let Me Down» (con Daya) (Illenium Remix)                                         | 3:40     |  |
| 3.                             | «Don't Let Me Down» (con Daya) (Zomboy Remix)                                           | 4:26     |  |
| 4.                             | «Don't Let Me Down» (con Daya) (Ephwurd Remix)                                          | 4:05     |  |
| 5.                             | «Don't Let Me Down» (con Daya) (Ricky Remedy Remix)                                     | 4:39     |  |
| 6.                             | «Don't Let Me Down» (con Daya y Konshens) (Dom Da Bomb & Electric Bodega Mixshow Remix) | 3:25     |  |
| 24:26                          |                                                                                         |          |  |

## Posicionamiento en listas
| Lista (2016)                                | Mejor posición |
| ------------------------------------------- | -------------- |
| Australia (ARIA)                            | 3              |
| Austria (Ö3 Austria Top 40)                 | 6              |
| Bélgica (Flandes) (Ultratop 50)             | 4              |
| Bélgica (Valonia) (Ultratop 50)             | 16             |
| Canadá (Canadian Hot 100)                   | 4              |
| Croacia (Airplay Radio Chart Top 20)        | 16             |
| República Checa (Rádio Top 100)             | 17             |
| República Checa (Singles Digitál Top 100)   | 4              |
| Dinamarca (Tracklisten)                     | 15             |
| Finlandia (OFC)                             | 9              |
| Francia (SNEP)                              | 19             |
| Alemania (Media Control AG)                 | 6              |
| Hungría (Single Top 40)                     | 9              |
| Irlanda (IRMA)                              | 3              |
| Italia (FIMI)                               | 11             |
| Letonia (Latvijas Top 40)                   | 3              |
| Líbano (Lebanese Top 20)                    | 8              |
| México (Monitor Latino)                     | 12             |
| Países Bajos (Dutch Top 40)                 | 7              |
| Países Bajos (Mega Single Top 100)          | 5              |
| Nueva Zelanda (Recorded Music NZ)           | 2              |
| Noruega (VG-lista)                          | 5              |
| Portugal (AFP)                              | 4              |
| Rumania (Media Forest)                      | 6              |
| Escocia (Scottish Singles Sales Chart)      | 3              |
| Eslovaquia (Singles Digitál Top 100)        | 3              |
| España (Top 100 Canciones)                  | 11             |
| LOS40 España                                | 1              |
| Suecia (Sverigetopplistan)                  | 5              |
| Suiza (Schweizer Hitparade)                 | 8              |
| Reino Unido (UK Dance Chart)                | 1              |
| Reino Unido (UK Singles Chart)              | 2              |
| Estados Unidos (Billboard Hot 100)          | 3              |
| Estados Unidos (Hot Dance/Electronic Songs) | 1              |
| Estados Unidos (Adult Top 40)               | 7              |
| Estados Unidos (Hot Dance Club Songs)       | 4              |
| Estados Unidos (Mainstream Top 40)          | 1              |
| Estados Unidos (Billboard Rhythmic)         | 3              |

## Certificaciones
| País           | Organismo certificador | Certificación | Ventas certificadas | Ref.   |
| -------------- | ---------------------- | ------------- | ------------------- | ------ |
| Alemania       | BVMI                   | Platino       | 400,000             | [ 42 ] |
| Australia      | ARIA                   | 6× Platino    | 420 000             | [ 43 ] |
| Austria        | IFPI — Austria         | Platino       | 30 000              | [ 44 ] |
| Bélgica        | BEA                    | Platino       | 30 000              | [ 45 ] |
| Canadá         | Music Canada           | 7× Platino    | 700 000             | [ 46 ] |
| Dinamarca      | IFPI — Dinamarca       | Platino       | 60 000              | [ 47 ] |
| España         | PROMUSICAE             | 2× Platino    | 80 000              | [ 48 ] |
| Estados Unidos | RIAA                   | 5× Platino    | 5 000               | [ 49 ] |
| Francia        | SNEP                   | Platino       | 150 000             | [ 50 ] |
| Italia         | FIMI                   | 4× Platino    | 250 000             | [ 51 ] |
| México         | AMPROFON               | Diamante      | 300 000             | [ 52 ] |
| Nueva Zelanda  | RMNZ                   | 2× Platino    | 30 000              | [ 53 ] |
| Polonia        | ZPAV                   | Platino       | 20 000              | [ 54 ] |
| Reino Unido    | BPI                    | Platino       | 1 200 000           | [ 55 ] |
| Suecia         | IFPI — Suecia          | 5× Platino    | 200 000             | [ 56 ] |

## Historial de lanzamiento
| Región         | Fecha                | Formato             | Ref.                       |
| -------------- | -------------------- | ------------------- | -------------------------- |
| Mundo          | 5 de febrero de 2016 | Descarga digital    | [ 2 ] [ 57 ] [ 58 ] [ 59 ] |
| Estados Unidos | 1 de marzo de 2016   | Radio contemporánea | [ 60 ]                     |
| Mundo          | 15 de abril de 2016  | EP de Remixes       | [ 61 ]                     |